# Jimmy Cornell
Jimmy Cornell nascut com Dragoș Corneliu Cișmașu (Romania, 1940), és un navegant britànic d'origen romanès, autor del llibre, gran èxit de vendes, World Cruising Routes i fundador del World Cruising Club.

## Biografia
Jimmy Cornell va néixer a Romania el 1940, passant la seva infància a Brașov. Després d'estudiar Economia a la Universitat de Bucarest el 1969 va emigrar a Londres, Anglaterra, on viu amb la seva esposa Gwenda de nacionalitat britànica. Va començar a navegar com a hobby mentre treballava com a reporter per al Servei Mundial de la BBC.
El 1975, Cornell fent el tìpic "anchor weighing" va començar un viatge al voltant del món,des de la costa d'Anglaterra, amb Gwenda i els seus dos fills —Doina, de 7 anys, i Iván, de 5—, que va acabar al cap de 6 anys, després de portar-los a 70 països al llarg de 68.000 milles nàutiques. Cornell va anar enviant informes de ràdio regulars al Servei Mundial de la BBC durant tot el viatge, que es convertiria en la primera de les tres circumnavegacions que Cornell ha completat amb un total de més de 200.000 milles.
El 1986, Cornell va organitzar l'Atlantic Rally for Cruisers (ARC), en el qual els velers de creuer que desitgen completar una travessia transatlàntica naveguen junts en un comboi. Atès l'èxit del primer ARC, Cornell va fundar el World Cruising Club .
Després d'organitzar diversos viatges reeixits al voltant del món Cornell es va retirar de l'organització d'esdeveniments el 1998. A finals del 2012 va llançar un nou esdeveniment mundial, la Blue Planet Odyssey, que té com a objectiu crear consciència sobre el canvi climàtic visitant les parts del món més amenaçades pel canvi climàtic a Tuvalu, Pacífic sud i en el Pas del Nord-oest. El 2013 Cornell va llançar dos esdeveniments més per als navegants de creuer, l'Atlantic Odyssey i l'European Odyssey.

## World Cruising Routes
Un dels èxits més importants de Cornell és el llibre World Cruising Routes, escrit amb la intenció d'ajudar altres navegants de llarga distància en viatges al voltant del món, va ser publicat per primera vegada el 1987 per Adlard Coles Nautical, havent-se venut més de 150.000 còpies, al llarg de les seves set edicions i nombroses reimpressions.
World Cruising Routes s'ha assentat com la bíblia de facto per als creuers de llarga distància durant més de 25 anys. És un llibre pensat per planificar un creuer a qualsevol part del món, amb una guia de planificació per gairebé 1000 rutes de navegació per tots els oceans, des de les gelades latituds de l'Àrtic i l'Antàrtic fins als meridionals mars tropicals, amb més de 6000 punts de referència per ajudar els navegants a planificar rutes individuals, avaluant els efectes de l'escalfament global en les rutes de creuer. Estant orientat a les necessitats específiques dels navegants d'altura, conté informació sobre els vents, els corrents, el clima regional i estacional, així com suggeriments sobre els horaris òptims per a les rutes individuals, encara que ha d'usar-se juntament amb les directives regionals de navegació, segons la revista Cruising World, que el defineix com: «El llibre més important per a navegants de llargues distàncies, en dècades», en realitat i afinant la data, des de l'edició de 1895 del llibre de l'Almirallat Britànic: Ocean Passages for the World.

## Obres
Animat pel gran èxit del llibre World Cruising Routes (1a edició, 1987), Cornell ha seguit escrivint una sèrie de llibres del tipus «guia per a navegants».
- World Cruising Handbook (3rd edition), 2001, Adlard Col·les Nautical, ISBN 978-0713658279
- A Passion for the Sea, 2009, Adlard Col·les Nautical, ISBN 978-1408122686
- World Cruising Destinations, 2010, Adlard Col·les Nautical, ISBN 978-1408114018
- Cornell's Ocean Atles, 2011, Cornell Sailing Ltd (with Ivan Cornell), ISBN 978-0955639654
- World Voyage Planner, 2012, Adlard Col·les Nautical, ISBN 978-0955639654
- World Cruising Routes (7th edition), 2014, Adlard Col·les Nautical, ISBN 978-1408158883 978-1408158883[6]